# سفارة البرازيل في اليابان
سفارة البرازيل في اليابان هي أرفع تمثيل دبلوماسي لدولة البرازيل لدى اليابان. تقع السفارة في ميناتو وهي تهدف لتعزيز المصالح البرازيلية في اليابان.

## وصلات خارجية
- الموقع الرسمي
- قائمة سفارات البرازيل
- قائمة السفارات في اليابان